# Patrick Desbois
Pour les articles homonymes, voir Desbois.
Patrick Desbois, né le 26 juin 1955 à Chalon-sur-Saône, est un prêtre français de l'Église catholique. Il a été directeur du Service national des évêques de France pour les relations avec le judaïsme et consultant à la commission du Saint-Siège pour les relations religieuses avec le judaïsme.
Il préside l'association Yahad-In Unum qui mène des recherches en Europe de l'Est sur les victimes, juives et roms, assassinées par les Einsatzgruppen et autres unités allemandes pendant la Seconde Guerre mondiale. À ce jour, l’association a collecté plus de 6 500 témoignages de voisins et identifié plus de 2700 sites d'exécution en Ukraine, Russie, Biélorussie, Pologne, Moldavie, Roumanie, Slovaquie, Lettonie et Lituanie.
Patrick Desbois a également lancé en été 2015 l'initiative Action Yazidis pour récolter les preuves du génocide des Yézidis par Daech en Irak, et aider les survivantes. Dès le début de l'invasion de l'Ukraine par la Russie en 2022, il décide de collecter des témoignages des victimes de la guerre.
Depuis 2016, Patrick Desbois est titulaire de la chaire Practice of the Forensic Study of the Holocaust à l'Edmund A. Walsh School of Foreign Service (SFS) de l'Université de Georgetown. En 2024, il a soutenu une thèse de doctorat en histoire à l’université de Cergy-Pontoise, sous la direction d'Éric Vial.

## Biographie

### Jeunesse
Patrick Desbois vit à Chalon-sur-Saône avec sa famille, et notamment son grand-père, qui fut déporté en 1942 dans le camp Stalag 325 à Rawa Ruska, dans le Gouvernement général, aujourd'hui en Ukraine. Après avoir obtenu une maîtrise en mathématiques à l'université de Bourgogne à Dijon en 1977, il rejoint Mère Teresa à Calcutta pour travailler à ses côtés pendant trois mois avant de commencer d'enseigner les mathématiques au lycée de Dedougou, au Burkina Faso.

### Carrière ecclésiastique
Patrick Desbois entre au grand séminaire du Prado à Lyon en 1981. En 1986 Il finit sa maîtrise en théologie à l'université catholique de Lyon et il est ordonné prêtre avant d'être nommé curé au Creusot (Saône-et-Loire). Il obtient un DEA en Histoire religieuse à l'université Lumière-Lyon-II en 1991, en étudiant les mémoires d'Antoine Chevrier. L'année suivante il devient secrétaire du cardinal Albert Decourtray pour les relations avec les communautés juives, et en 1999 il est nommé secrétaire du Comité épiscopal des évêques de France pour les relations avec le judaïsme.

### Rawa Ruska
Sur les lieux de l'internement de son grand père au camp de Rawa Ruska en Ukraine, il prend conscience de l'importance du témoignage.

### Yahad-In Unum
La création de Yahad-In Unum a été encouragée en janvier 2004 par les cardinaux Jean-Marie Lustiger, Philippe Barbarin et Jean-Pierre Ricard, le secrétaire général du Congrès Juif Mondial Israel Singer et le secrétaire général du Congrès juif européen Serge Cwajgenbaum. Patrick Desbois en est le président fondateur.
La tâche de Yahad–In Unum est de rassembler le plus possible d'informations sur la « Shoah par balles » en Ukraine, Biélorussie, Russie, Moldavie, Lituanie, Lettonie et Pologne, perpétrée par les Einsatzgruppen (« groupes d'intervention ») et d'autres unités allemandes entre 1941 et 1944. Des témoins contemporains, souvent voisins sont interrogés par Patrick Desbois et les équipes de Yahad-In Unum sur les fusillades massives qui se sont déroulées à côté de chez eux lors de la "Shoah par balles". Ces enquêtes permettent de localiser les fosses communes.
En 2021, Yahad-In unum fait état d'environ 8000 interviews de témoins sur le terrain, ayant documenté 1854 sites d'exécutions, tous localisés sur sa carte interactive, dont 1085 sites avec documentation accessible, représentant un apport scientifique considérable.
Desbois estime à 2,5 millions le nombre de Juifs ainsi tués pendant la Deuxième Guerre mondiale, dont pas moins d'un million de victimes enterrées dans 1 200 fosses en Ukraine. La plupart des 8000 témoignages qu'il a recueilli en Europe de l'est établissent la complicité des populations locales : « L’aide locale était particulièrement efficace ... Les gens cherchaient un bon endroit d’où voir les fusillades ».
Patrick Desbois raconte son expérience dans le livre Porteur de mémoires (2007) et dans l'émission de télévision de France 3 Pièces à conviction, intitulée Shoah par balles : l'histoire oubliée, réalisée par Romain Icard et diffusée en 2008. Lors du débat suivant la diffusion du documentaire, Simone Veil avait félicité Patrick Desbois pour son travail:
« Je suis tout à fait d'accord avec ce que fait le Père Desbois (...) Je crois que ce qu'il faut, c'est savoir ce qui s'est passé et comment ça c'est passé. »
— Simone Veil, Emission "Pièces à conviction" diffusée sur France 3 le 12 mars 2008

### Réception
Accueilli avec intérêt par le monde des chercheurs, le travail du père Desbois et de l’équipe de Yahad-In Unum a été approuvé sur le niveau national et international, comme par le politologue canadien Adam Jones, l'historien allemand Dieter Pohl ou l'historienne américaine Wendy Lower. L'historien français Édouard Husson, et Serge Klarsfeld soutiennent cette « méthode originale et rigoureuse ». Un collège de chercheurs internationaux est membre du conseil scientifique de Yahad-In Unum. Un séminaire annuel sur la Shoah à l'Est a été organisé avec la Sorbonne puis avec l'Université de recherche Paris-Sciences-et-Lettres. Le président de la République François Hollande l'a félicité pour son travail en mars 2014 :
« Le père Patrick Desbois […] a découvert, par son histoire familiale, le drame des Juifs ukrainiens. Il a œuvré pour que soit reconnue la ‘Shoah par balles’, car la Shoah avait commencé avant même les camps et pas seulement en Ukraine. Il est très important de savoir comment l’œuvre génocidaire a commencé, comment elle est arrivée aux camps d’extermination. »
— François Hollande, discours au 29e dîner du CRIF le 4 mars 2014
En juillet 2017, le pape François a fait parvenir une bénédiction et un encouragement au travail de Patrick Desbois et Yahad-In Unum.

### Critiques
Ce travail a soulevé plusieurs critiques de la part d'historiens spécialistes du nazisme. Dans un article de la revue Vingtième siècle, les historiens Christian Ingrao et Jean Solchany lui font trois reproches : le livre du père Desbois leur paraît manquer de méthodologie scientifique et souffre d’un manque de contextualisation spatio-temporelle ; sa médiatisation est excessive et  sensationnaliste sur fond d’autopromotion ; Desbois se place en position de découvreur et exagère le caractère inédit de son travail, comme si la « Shoah par balles » était un événement oublié de l'historiographie, alors qu'il figure dans les ouvrages classiques comme ceux de Léon Poliakov et Raul Hilberg : « Qu'il soit possible d'affirmer en 2008 sur un plateau de télévision que l'on vient de découvrir une nouvelle dimension de la Shoah, alors que les crimes en question sont connus au plus tard depuis 1945, sans que qui que ce soit ne s'élève contre ce sensationnalisme éhonté, ne laisse pas d'inquiéter. » 
L'historien Georges Bensoussan, qui avait déjà analysé les tentations de « christianisation du désastre », abonde dans ce sens : « C'est une niaiserie ... Il n'y a pas eu, face à une Shoah par gaz, une Shoah par balles. Mais une seule Shoah, avec des méthodes de tueries innombrables : on a aussi tué des gens à l'arme blanche, on les a jetés dans des puits, emmurés vivants, etc. » Ces critiques culminent en 2009 avec le départ d'Alexandra Laignel-Lavastine du séminaire « Écrire l'histoire de la Shoah aujourd'hui », qu'elle animait avec Edouard Husson et Patrick Desbois à la Sorbonne, cette dernière déclarant s'être « trompée » sur le père Desbois. Guillaume Ribot, le photographe ayant accompagné Patrick Desbois lors de son travail en Ukraine se montre lui-même relativement critique avec la méthodologie de l'enquête, évoquant de « petits arrangements avec la vérité ». L'ensemble des critiques reconnaissent, parallèlement, les divers mérites, notamment mémoriels, de ce travail.

### L'initiative «Action Yazidis»
En été 2015, Patrick Desbois lance l’initiative « Action Yazidis » dont le premier but est de fournir les preuves du génocide des Yézidis commis par Daech en recueillant jusqu’à présent plus de 300 témoignages des survivants au Kurdistan irakien. Le deuxième axe de ses activités est d'aider les survivants à reconstruire leur vie. Deux centres ateliers pour les femmes yézidies survivantes ont été créés dans des camps de réfugiés. Ces ateliers offrent des cours de couture aux femmes yézidies afin de les rendre plus autonomes et d’aider à recréer des liens dans leur communauté. Également deux centres de réhabilitation et réintégration pour jeunes et adultes libérés des camps d'entrainement de Daech ont été fondés. L’aide psychologique prend plusieurs formes selon les besoins de chaque personne: atelier de dessin pour exprimer leur traumatisme, discussions individuelles ou en groupe. Un psychologue yézidi travaille à plein temps dans chacun de ces centres.
En octobre 2017, au siège des Nations unies à New York, Yahad-In Unum a inauguré l'exposition « Les crimes de Daech contre les Yézidis : Les survivants parlent ». L’ouverture de l’exposition a été possible grâce au soutien de François Delattre, Ambassadeur et représentant permanent de la République française au Conseil de sécurité des Nations unies ainsi qu’au patronage des représentants de l’Allemagne, du Royaume-Uni, de l’Irak et de la Jordanie.
Le président de la République Emmanuel Macron a félicité ce travail en novembre 2017:
« Je salue l'importance et le sérieux du travail, très documenté, que vous avez réalisé avec votre association pour faire prendre conscience de l'ampleur de la tragédie du génocide yézidi. Partout dans le monde où des minorités défendent leur foi, leurs traditions, contre les persécutions, la France est à leurs côtés.  »
— Emmanuel Macron, Lettre du 20 novembre 2017, adressée à Patrick Desbois, Président de Yahad-In Unum
Dans La fabrique des terroristes : dans les secrets de Daech (Fayard), ouvrage coécrit avec Costel Nastasie en 2016, Patrick Desbois décrit les actions menées par Daech contre les Yézidis qu'ils qualifient comme génocide.

### Nomination au Mémorial de Babi Yar
En 2021, Patrick Desbois est nommé directeur du conseil académique du mémorial de Babi Yar. Dans le cadre de cette mission, il se verra conseiller l’édification de ce mémorial ukrainien, qui doit être achevé d’ici à 2026.
Près de 34 000 Juifs ont péri dans le massacre du ravin de Babi Yar en l’espace de deux jours – les 29 et 30 septembre 1941. Les assassinats se sont poursuivis les mois suivants, faisant plus de 100 000 victimes au total.
Le musée qui doit ouvrir, notamment soutenu par le président ukrainien Volodymyr Zelensky, qui a des racines juives, sera le premier grand mémorial de toute la région.
Sa mission sera notamment d'élaborer une stratégie de recherche et contrôler la conformité des activités du centre avec les principes de rigueur et de fiabilité scientifiques.

### Collecte de témoignages pendant l'invasion russe en Ukraine
Dès le début de invasion de l'Ukraine par la Russie en 2022, avec une équipe de quatre personnes en Europe de l’Ouest et une équipe d'une douzaine de médiateurs sur place dont l'un d'eux est à Irpin, la commune qui jouxte le massacre de Boutcha, il cherche des témoins ayant subi ou vu des événements traumatiques ou des exactions.

## Publications
- Patrick Desbois et Levana Frenck, L’Opération 1005 : des techniques et des hommes au service de l’effacement des traces de la Shoah, Paris, CRIF, 2005 (lire en ligne).
- Patrick Desbois, Porteur de mémoires : sur les traces de la Shoah par balles, Neuilly-sur-Seine, Lafon, 2007, 329 p. (ISBN 978-2-7499-0661-4 et 274990661X, OCLC 180014502, SUDOC 132937271)[6].
- (de) Patrick Desbois et Edouard Husson, « Neue Ergebnisse zur Geschichte des Holocaust in der Ukraine : das Oral History - Projekt von Yahad-In Unum und seine wissenschaftliche Bewertung », dans Johannes Hürter (éd.), Besatzung, Kollaboration, Holocaust : neue Studien zur Verfolgung und Ermordung der europäischen Juden, Oldenburg, Munich, 2008, p. 177-187.
- (en) Patrick Desbois, « Yahad - in Unum's research of mass grave sites of Holocaust victims », dans International Holocaust Remembrance Alliance (dir.), Killing sites : research and remembrance, Berlin, Metropol Verlag, 2015, p. 87-96.
- Patrick Desbois et Nastasie Costel, La fabrique des terroristes, Fayard, 24 juin 2019, 288 p. (ISBN 9782213701592).
- Patrick Desbois, La Shoah par balles : la mort en plein jour, Paris, Plon, 2019.
- Patrick Desbois (dir.), Les larmes du passeur, Éditons du Rocher, 2020.
- Patrick Desbois et Andrej Umansky, « La Shoah par balles et plus de quinze ans de recherches de Yahad-ln Unum », dans Alexandre Bande, Olivier Lalieu et Pierre-Jérôme Biscarat (dir.), Nouvelle histoire de la Shoah, Paris, Passés Composés, 2021, p. 69-84.

### Critiques
- Christian Ingrao et Jean Solchany, « Impressions historiennes sur l'enquête du père Desbois et sa médiatisation », Vingtième siècle, no 102,‎ février 2009 (DOI 10.3917/ving.102.0003, lire en ligne).

## Distinctions
- 2008 :  Chevalier de la Légion d'honneur[43].
- 2010 : Prix Mémoire de la Shoah[44]
- 2014 : Prix du Conseil représentatif des institutions juives de France[45]
- 2023 :  Croix d'officier de l'ordre du Mérite[46]
- 2025 :  Officier de la Légion d'honneur[47].